# Drepanosticta taurulus
Drepanosticta taurulus là loài chuồn chuồn trong họ Platystictidae. Loài này được Theischinger & Richards mô tả khoa học đầu tiên năm 2005.